# Giona
Giona (Grieks: Γκιώνα) is een berg in Phocis in Centraal-Griekenland. Deze ligt tussen de bergen Parnassus in het oosten, Vardousia in het westen en Oeta in het noorden. Het is de hoogste berg ten zuiden van de Olympus en de op vier na hoogste van Griekenland. 
In de klassieke oudheid was de berg bekend als de Aselinon Oros (Oudgrieks: Ασέληνον όρος, 'maanloze berg').
De Pyramida is de hoogste top van de berg (2510 meter). Andere toppen zijn de Perdika (Πέρδικα, 2484 m), Tragonoros (Τραγονόρος, 2456 m), Platyvouna of Plativouna (Πλατυβούνα, 2316 m), Profitis Ilias (Προφήτης Ηλίας, 2298 m), (Κάστρο, 2176 m), Vraila (Βράϊλα, 2177 m), Paliovouni (Παλιοβούνι, 2122 m), Pyrgos (Πύργος, 2066 m), Lyritsa (Λυρίτσα, 2007 m), Botsikas (Μπότσικας, 1945 m), Kokkinari (Κοκκινάρι, 1908 m), Tychioni (Τυχιούνι, 1842 m) en nog een Profitis Ilias (Προφήτης Ηλίας, 1806 m). Het water van de berg wordt afgevoerd door de rivier de Mornos naar het  westen.
De dichtstbijzijnde stad is Amfissa, in het zuidoosten. Kleinere dorpen in de buurt zijn Kaloskopi in het noordoosten, Stromi in het noorden, Lefkaditi in het westen en Agia Efthymia in het zuidoosten.